# ＃17
『#17』（セブンティーン）は、井上苑子のメジャーデビューとなる1枚目のミニ・アルバム。2015年7月1日にEMI RECORDSから発売された。

## 収録曲

### CD
1. 大切な君へ
2. Lovely days, Lousy days
3. Get U
4. 夢
5. and I...
6. ふたり

### DVD
バースデーワンマンライブ「17歳やで！大人なライブにするで！」LIVE VIDEO @TSUTAYA O-WEST（2014.12.11）
1. 赤いマフラー
2. Say My Name
3. 線香花火